# گاوگوزن تورا
گاوگوزن تورا (نام علمی: Alcelaphus buselaphus tora) نام یک زیرگونه از گونه گاوگوزن است.